# 罗戈伊尼察 (下西里西亚省)
罗戈伊尼察（波蘭語發音：['rɔɡɔʑˈɲit͡sa]，大罗森）是波兰下西里西亚省希維德尼察縣斯切戈姆乡的一个村庄。第二次世界大战期间，罗戈伊尼察是納粹德國大罗森集中营所在地，约40,000名囚犯在此丧生。